# Lovex
Lovex je především jar rocková a pop rocková finská skupina.

## Založení
Skupina byla oficiálně založena v letech 2001–2002, kdy se několik členů a jeden bývalý člen, který předtím hrál v jiných kapelách, rozhodli založit vlastní kapelu, hrát rockovou hudbu a bavit se. Daniel Lutz, bývalý bubeník do kapely, odešel v roce 1996.

## Tvorba
Od roku 2004 mají psané a zaznamenané množství písní, a ten samý rok dostávají nahrávací smlouvu. V srpnu 2005 vydávají jejich první hit, "Bleeding". Jejich druhý singl "Guardian Angel", byl propuštěn v lednu 2006, a se stal obrovským hitem ve Finsku.
První album Divine Insanity, je také vydáno v březnu 2006. V Německu, Švýcarsku a Rakousku, byl singl Guardian Angel vydán dne 5. ledna 2007 a album bylo vydáno 16. února 2007 a setkává se s velkým úspěchem. Lovex vydali své album také v Japonsku 17. září 2007. Lovex dále úspěšné reprezentují svoji zemi v soutěži Eurovision Song Contest v roce 2007 s jejich písní Anyone, Anymore.
Po tomto úspěchu následuje kratší pauza po níž se skupina v roce 2010 vrací s dalším albem s názvem Pretend or Surrender, které je tvrdší než předchozí Divine Insanity a i přes menší odmlku opět sklízí úspěch nejen ve Finsku ale i za hranicemi domácího státu. Obzvláště pak v Německu, Rakousku a České republice.
V lednu 2010, Lovex nahrávají demo s názvem Marble Walls na své myspace, jedná se o singl z jejich připravovaného třetího alba. V létě roku 2010, Lovex začínají nahrávat své třetí album, Watch Out!. 8. října, Vivian oznámil přes Facebook, že album bylo připraveno, a vše, co je třeba udělat, je obal. Na začátku roku 2011 oznámil, že album Watch Out! 'je připraveno k vydání. 5. dubna je obal na Watch Out! propuštěn. 14. dubna Lovex vypoští do světa video pro "Slave for the Glory". A konečně, dne 11. května 2011, třetí album "Watch Out!" je na světě, a ve stejný den vychází i druhý singl z alba s názvem "USA". Video pro "U.S.A." bylo natočeno v USA a ve Finsku. Video bylo vydáno 7. června 2011. V říjnu 2011, byl natočen a vydán třetí singl "Watch Out!" ze stejnojmenného alba.
V roce 2013 vypouští kapela do světa nový singl s názvem Action, který se již po 14 dnech své existence ujímá vedení ve všech singlech které kdy kapela vydala. Na ten samý rok je naplánované i vydání v pořadí již čtvrtého alba a sám frontman kapely Theon McInsane upozorňuje fanoušky, že došlo k pár změnám v hudebním stylu a žánru kapely.

## Diskografie

### Alba
- 2006 - Divine Insanity
- 2008 - Pretend Or Surrender
- 2011 - Watch Out!
- 2013 - State of Mind
- 2016 - Dust Into Diamonds (10th Anniversary Album)

### Singly
- 2004 - Anyone Anymore
- 2005 - Bleeding
- 2006 - Guardian Angel
- 2006 - Die a Little More
- 2006 - Remorse
- 2007 - Anyone, Anymore / Wild and Violent
- 2008 - Take a Shot
- 2008 - Turn
- 2010 - Don't let me fall
- 2010 - Got what I came for
- 2011 - U.S.A.
- 2013 - Action
- 2013 - Don Juan
- 2013 - Miracle
- 2014 - California
- 2016 - Dust Into Diamonds

### Videa
- 2005 - Guardian Angel
- 2006 - Bullet for the Pain
- 2007 - Anyone, Anymore
- 2008 - Take a Shot
- 2008 - Turn
- 2011 - U.S.A.
- 2012 - Slave for the Glory
- 2012 - Watch out!
- 2012 - Marble Walls
- 2013 - Action
- 2013 - Miracle
- 2014 - California
- 2016 - Dust Into Diamonds